# Круглі риби-лопати
Круглі риби-лопати (Halieutaea) — рід променеперих риб із родини нетопирових. Довжина тіла від 10,2 (Halieutaea retifera) до 30 см (Halieutaea fitzsimonsi, Halieutaea stellata). Живуть у субтропічних та тропічних водах Тихого та Індійського океанів. Донні риби. Нешкідливі для людини. Не є об'єктами промислу.

## Види

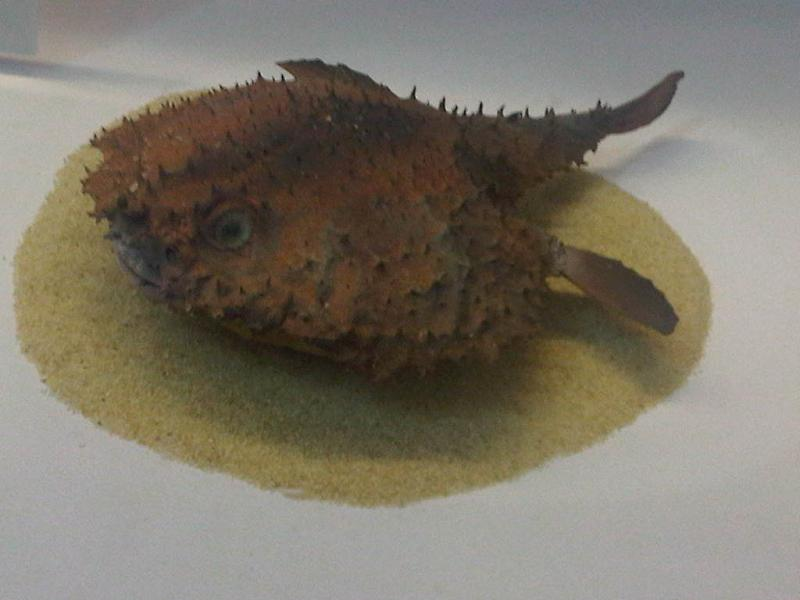
Halieutaea stellata

До складу роду включають дев'ять видів:
- Австралійська риба-лопата (Halieutaea brevicauda) (Ogilby, 1910)
- Андаманський дисковий нетопир (Halieutaea coccinea) (Alcock, 1889)
- Кругла риба-лопата (Halieutaea fitzsimonsi) (Gilchrist & Thompson, 1916)
- Північноіндоокеанський дисковий нетопир (Halieutaea fumosa) (Alcock, 1894)
- Південноафриканська риба-лопата (Halieutaea hancocki) (Regan, 1908)
- Індійська риба-лопата (Halieutaea indica) (Annandale & Jenkins, 1910)
- Halieutaea nigra (Alcock, 1891)
- Сітчастий дисковий нетопир (Halieutaea retifera) (Gilbert, 1905)
- Червоний дисковий нетопир (Halieutaea stellata) (Swainson, 1839)